# Wilson Glacier
Wilson Glacier är en glaciär i Antarktis. Den ligger i Östantarktis. Australien gör anspråk på området. Wilson Glacier ligger 52 meter över havet.
Terrängen runt Wilson Glacier är platt. Trakten är obefolkad. Det finns inga samhällen i närheten.